# Jelena Owczinnikowa (pływaczka synchroniczna)
Jelena Walerjewna Owczinnikowa, ros. Елена Валерьевна Овчинникова (ur. 17 lipca 1982 w Moskwie) – rosyjska pływaczka synchroniczna. Złota medalistka olimpijska z Pekinu w drużynie.
Brała udział w igrzyskach olimpijskich (IO 2008), gdzie zdobyła złoty medal w pływaniu synchronicznym. W drużynie była również wielokrotną złotą medalistką mistrzostw świata (2001, 2003, 2005 oraz w 2007).

## Odznaczenie
- Order Przyjaźni – 2008